# ۳-دئوکسی-دی-ماننو-اوکت-۲-اولوسونیک اسید
۳-دئوکسی-دی-ماننو-اوکت-۲-اولوسونیک اسید (به انگلیسی: 3-Deoxy-D-manno-oct-2-ulosonic acid) یک ترکیب شیمیایی با شناسه پاب‌کم ۴۴۵۵۶۹ است. 